# Climacteris
Climacteris is een geslacht van vogels uit de orde zangvogels.

## Soorten
Het geslacht telt vijf soorten:
- Climacteris affinis – Witbrauwkruiper
- Climacteris erythrops – Roodbrauwkruiper
- Climacteris melanurus – Zwartstaartkruiper
- Climacteris picumnus – Grijze kruiper
- Climacteris rufus – Rosse kruiper